# Бращок
Бращок (пол. Braszczok, нім. Braschot) — село в Польщі, у гміні Герби Люблінецького повіту Сілезького воєводства.
У 1975-1998 роках село належало до Ченстоховського воєводства.